# Bo Pierre
Bo Sigurd Anders Pierre, född 9 januari 1919 i Gudmundrå församling, Västernorrlands län, död 7 september 2005 i Adolf Fredriks församling, Stockholm, var en svensk maskiningenjör.
Pierre, som var son till överingenjör Bernhard Pierre och Alma Olsson, utexaminerades från Kungliga Tekniska högskolan 1945 och blev teknologie licentiat 1953. Han var förste assistent i kylteknik vid Kungliga Tekniska högskolan 1946–1957, speciallärare i kylteknik vid Chalmers tekniska högskola 1954–1958, tillförordnad professor i tillämpad termodynamik och strömningslära vid Chalmers tekniska högskola 1957–1958 och professor i mekanisk värmeteori och kylteknik vid Kungliga Tekniska högskolan från 1958. Han författade skrifter behandlande mekanisk värmeteori och kylteknik.